# Tor di Quinto (zone suburbaine de Rome)

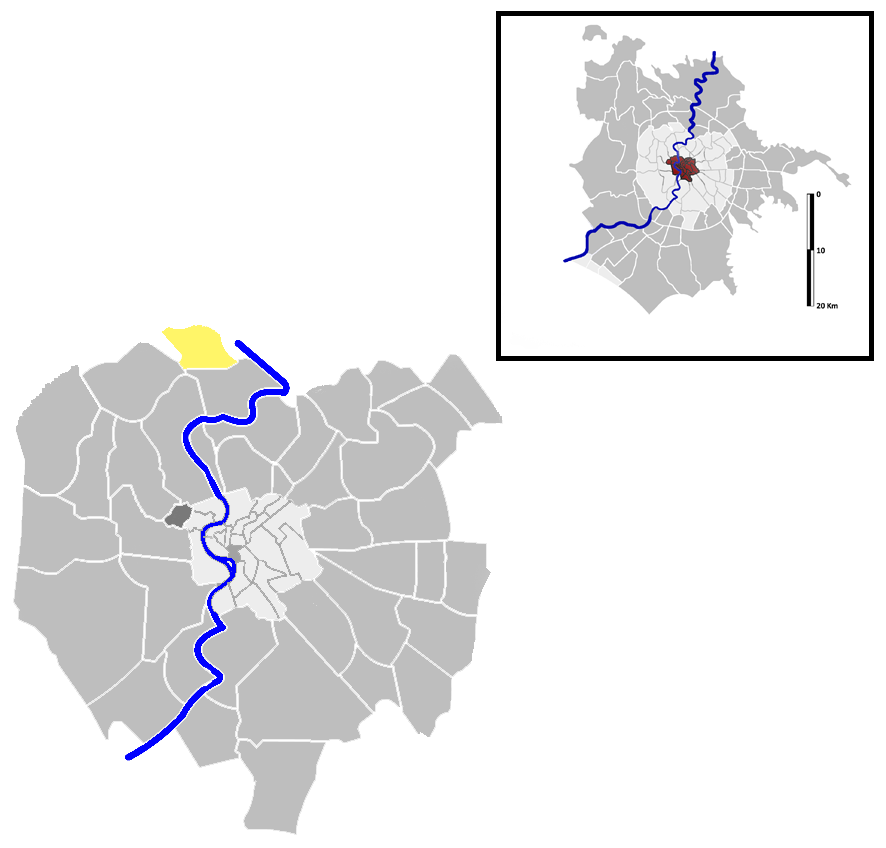
Localisation de Tor di Quinto sur la carte administrative de Rome.

Tor di Quinto est une suburbi (zone suburbaine) située au nord de Rome en Italie prenant son nom du quartier Tor di Quinto. Elle est désignée dans la nomenclature administrative par S.I et fait partie du Municipio XX. Sa population est de 4 404 habitants répartis sur une superficie de 3,27 km2.

## Lieux particuliers
- Église Santa Rosa da Viterbo